# Ковригино (Ковригинська сільрада)
Ковригино (рос. Ковригино) — присілок в Городецькому районі Нижньогородської області Російської Федерації.
Населення становить 674 особи. Входить до складу муніципального утворення Ковригинська сільрада.

## Історія
Від 2009 року входить до складу муніципального утворення Ковригинська сільрада.

## Населення
| 2002 | 2010 |
| ---- | ---- |
| 669  | ↗674 |